# Umm al-Maradim
Umm al-Maradim (arabiska: أُمّ المرادم), eller Jazirat Umm al-Maradim (جَزِيرَة أُمّ المرادم), är en ö i Kuwait. Den hör till Huvudstadsprovinsen och ligger i den sydöstra delen av landet, 100 km sydost om huvudstaden Kuwait. Arean är 0,65 kvadratkilometer. 